# Ljubavicsi
Ljubavicsi (oroszul: Любавичи, jiddisül: לובאוויטש [Ljubávics]) falu Oroszország Szmolenszki területének Rudnyai járásában, amely az Orosz Birodalom korában stetl (zsidó kisváros) volt az akkori Mogiljovi kormányzóság Orsai járásában. A települést világszerte elsősorban mint a Chábád Lubavics haszid zsidó irányzat névadóját és egykori telephelyét ismerik.